# Kabinet-Van Hall-Donker Curtius
Het kabinet-Van Hall-Donker Curtius was een conservatief Nederlands kabinet van 19 april 1853 tot 1 juli 1856.
Dit koninklijke kabinet trad aan na de Aprilbeweging van 1853. Kort na zijn aantreden ontbond het kabinet de Tweede Kamer. De verkiezingen leverden winst voor de conservatieven en antirevolutionairen op. Minister Van Hall wist de godsdienstige gemoederen tot bedaren te brengen door een nietszeggende Wet op de kerkgenootschappen.
De ministers waren overwegend conservatief of conservatief-liberaal. Ook de vroegere medestander van Thorbecke, Donker Curtius, maakte deel uit van het kabinet. De koning speelde een belangrijke rol bij de totstandkoming van het kabinet. Onder de ministers was de voormalige directeur van het kabinet van de Koning, Van Rappard.
Het kabinet trad af nadat de antirevolutionairen onder leiding van Guillaume Groen van Prinsterer kritisch reageerden op de ontwerp-Wet op het lager onderwijs van minister Van Reenen. Ook buiten de Kamer bestond verzet daartegen. De koning koos de zijde van Groen en de opposanten. De periodieke verkiezingen voor de Tweede Kamer van 1854 en 1856 leidden er bovendien al toe dat de liberale oppositie werd versterkt. De koning formeerde daarop grotendeels zelf een nieuw kabinet.

## Bijzonderheden
Minister Donker Curtius bracht de Wet vereniging en vergadering en de Wet op de ministeriële verantwoordelijkheid tot stand.
Minister Pahud van Koloniën bracht in 1854 het Regeringsreglement voor Nederlands-Indië tot stand, dat als een soort Grondwet voor de kolonie gold. Het landsbestuur was in handen van de Nederlanders, met aan het hoofd de Gouverneur-Generaal; op lokaal niveau traden de inlandse regenten als bestuurders op.
Tijdens de Krimoorlog (1853–1856) tussen Rusland en het Ottomaanse rijk (Turkije) wist Nederland, met name dankzij de inspanningen van minister Van Hall, afzijdig te blijven. Andere Europese landen, zoals Groot-Brittannië en Frankrijk, vochten aan Turkse zijde mee.
De ontwerp-Wet op het lager onderwijs van Van Reenen. Dit ontwerp ging uit van de gemengde openbare school: openbare scholen voor kinderen met een verschillende geloofsovertuiging. Van Reenen stelde ook voor om, indien de plaatselijke omstandigheden het toelieten, de oprichting van openbare scholen voor een bepaalde gezindte (bijvoorbeeld voor de katholieken) toe te staan. De Tweede Kamer voelde daar in meerderheid echter niet voor, en deze 'facultatieve splitsing' verdween daarom weer.
Tegen het wetsvoorstel werd van protestantse zijde een petitiebeweging gehouden. De adressanten deden hierbij tevens een beroep op de koning, die advies vroeg aan Groen. Hij adviseerde de koning met actie te wachten tot het wetsvoorstel was aangenomen. Groen zelf weigerde een ministerspost.

## Ministers
| Minister van Buitenlandse Zaken                                                | Mr. F.A. van Hall (baron vanaf april 1856) | cons. lib.         |                                            |
| Minister van Justitie                                                          | Mr. D. Donker Curtius                      | liberaal           |                                            |
| Minister van Binnenlandse Zaken                                                | Jhr.Mr. G.C.J. van Reenen                  | conservatief       |                                            |
| Minister van Financiën                                                         | E.C.U. van Doorn                           | conservatief       | tot 5 januari 1854                         |
| Minister van Financiën                                                         | Mr. F.A. van Hall (baron vanaf april 1856) | cons. lib.         | a.i., 5 januari 1854 tot 31 maart 1854     |
| Minister van Financiën                                                         | Dr. A. Vrolik                              | conservatief       | vanaf 31 maart 1854                        |
| Minister van Oorlog                                                            | H.F.Ch. baron Forstner van Dambenoy        | conservatief       |                                            |
| Minister van Marine                                                            | J. Enslie                                  | geen pol. stroming | tot 16 december 1854                       |
| Minister van Marine                                                            | H.F.Ch. baron Forstner van Dambenoy        | conservatief       | a.i., 16 december 1854 tot 8 februari 1855 |
| Minister van Marine                                                            | A.J. de Smit van den Broecke               | conservatief       | vanaf 8 februari 1855                      |
| Minister van Koloniën                                                          | Ch.F. Pahud                                | cons. lib.         | tot 1 januari 1856                         |
| Minister van Koloniën                                                          | Mr. P. Mijer                               | conservatief       | vanaf 1 januari 1856                       |
| Minister van Zaken der rooms-katholieke Eredienst                              | Mr. L.A. Lightenvelt                       | cons. kath         | tot 31 december 1853                       |
| Minister van Zaken der rooms-katholieke Eredienst                              | Mr. F.A. van Hall (baron vanaf april 1856) | cons. lib.         | a.i., 28 juni 1853 tot 27 september 1853   |
| Minister van Zaken der rooms-katholieke Eredienst                              | Mr. J.A. Mutsaers                          | cons. kath         | vanaf 31 december 1853                     |
| Minister van Zaken van de Hervormde en andere Erediensten, behalve die der r-k | E.C.U. van Doorn                           | conservatief       | tot 20 januari 1854                        |
| Minister van Zaken van de Hervormde en andere Erediensten, behalve die der r-k | Mr. A.G.A. ridder van Rappard              | conservatief       | vanaf 20 januari 1854                      |

Schimmelpenninck ·
De Kempenaer-Donker Curtius ·
Thorbecke I ·
Van Hall-Donker Curtius ·
Van der Brugghen ·
Rochussen ·
Van Hall-Van Heemstra ·
Van Zuylen van Nijevelt-Van Heemstra ·
Thorbecke II ·
Fransen van de Putte ·
Van Zuylen van Nijevelt ·
Van Bosse-Fock ·
Thorbecke III ·
De Vries-Fransen van de Putte ·
Heemskerk-Van Lynden van Sandenburg ·
Kappeyne van de Coppello ·
Van Lynden van Sandenburg ·
Heemskerk Azn. ·
Mackay ·
Van Tienhoven ·
Röell ·
Pierson ·
Kuyper ·
De Meester ·
Heemskerk ·
Cort van der Linden ·
Ruijs de Beerenbrouck I ·
Ruijs de Beerenbrouck II ·
Colijn I ·
De Geer I ·
Ruijs de Beerenbrouck III ·
Colijn II ·
Colijn III ·
Colijn IV ·
Colijn V ·
De Geer II ·
Gerbrandy I ·
Gerbrandy II ·
Gerbrandy III ·
Schermerhorn-Drees ·
Beel I ·
Drees-Van Schaik ·
Drees I ·
Drees II ·
Drees III ·
Beel II* ·
De Quay ·
Marijnen ·
Cals ·
Zijlstra* ·
De Jong ·
Biesheuvel I ·
Biesheuvel II* ·
Den Uyl ·
Van Agt I ·
Van Agt II ·
Van Agt III* ·
Lubbers I ·
Lubbers II ·
Lubbers III ·
Kok I ·
Kok II ·
Balkenende I ·
Balkenende II ·
Balkenende III* · 
Balkenende IV ·
Rutte I ·
Rutte II · 
Rutte III ·
Rutte IV ·  
Schoof

* rompkabinet